# 미무라 마코토
미무라 마코토(일본어: 三村 真, 1989년 3월 30일 ~ )는 일본의 축구 선수이다.

## 구단 경력
그는 2011년부터 2022년까지 J리그의 파지아노 오카야마, 테게바자로 미야자키에서 활동하였다.